# Campionato nordico di scacchi
Il Campionato nordico di scacchi (in Svedese: Nordiska Schackkongressen) è un torneo scacchistico internazionale la cui prima edizione risale al 1897. Giocato con cadenza biennale (con due interruzioni dovute alle due guerre mondiali), è organizzato dalla Nordic Chess Federation sin dal 1899. 
È disputato prevalentemente da giocatori appartenenti alle federazioni scacchistiche dei seguenti Paesi: Norvegia, Svezia, Danimarca, Finlandia, Islanda e Isole Faroe. In passato ha tuttavia ospitato giocatori provenienti anche da altri Stati, invitati a partecipare dal comitato organizzatore ed è successivamente divenuto di tipo open. 
Dal 1964 ne esiste anche una versione a squadre aperta ai ragazzi della scuola secondaria, allargata nel 1973 e nel 1990 per includere ulteriori fasce di età della scuola primaria. Tali tornei coinvolgono alcune tra le migliori squadre scacchistiche giovanili delle nazioni nordiche. A partire dal 1981 è stato aggiunto anche un torneo individuale per ragazzi sino ai 20 anni, suddivisi in 5 fasce di età. Sono disputati anche tornei riservati a giocatori senior e donne (i quali possono comunque optare tra questo formato e l'evento open principale).
Tra i più significativi campioni delle passate edizioni del torneo troviamo Milan Vidmar (1909), Aleksandr Alechin (1912), Rudolf Spielmann (1919), Aaron Nimzowitsch (1924, 1934) e Bent Larsen (1955, 1973).
A partire dagli anni '90 il torneo ha avuto un significativo calo qualitativo. Essendo il torneo divenuto nel frattempo di tipo open, il titolo di campione nordico è stato attribuito negli ultimi anni al giocatore appartenente ad una delle federazioni scacchistiche nordiche meglio piazzato nel torneo. Ciò ha portato al conferimento di due premi, uno al vincitore del torneo, appartenente però ad una federazione esterna e quindi non qualificabile come campione nordico ed un altro al giocatore nordico meglio piazzato.

## Albo dei vincitori
| #  | Anno | Città      | Vincitore                         | Nazionalità      |
| -- | ---- | ---------- | --------------------------------- | ---------------- |
| 1  | 1897 | Stoccolma  | Sven Otto Svensson                | Svezia           |
| 2  | 1899 | Copenaghen | Jørgen Møller                     | Danimarca        |
| 3  | 1901 | Göteborg   | Jørgen Møller                     | Danimarca        |
| 4  | 1903 | Kristiania | Johannes Giersing                 | Danimarca        |
| 5  | 1905 | Stoccolma  | A. H. Pettersson                  | Svezia           |
| 6  | 1907 | Copenaghen | Paul Saladin Leonhardt            | Impero tedesco   |
| 7  | 1909 | Göteborg   | Milan Vidmar                      | Impero austriaco |
| 8  | 1912 | Stoccolma  | Aleksandr Alechin                 | Impero russo     |
| 9  | 1916 | Copenaghen | Paul Johner                       | Svizzera         |
| 10 | 1917 | Kristiania | Gustaf Nyholm                     | Svezia           |
| 11 | 1919 | Göteborg   | Rudolf Spielmann Anton Olson      | Austria Svezia   |
| 12 | 1924 | Copenaghen | Aaron Nimzowitsch                 | Danimarca        |
| 13 | 1928 | Oslo       | Karl Berndtsson                   | Svezia           |
| 14 | 1929 | Göteborg   | Gideon Ståhlberg                  | Svezia           |
| 15 | 1930 | Stoccolma  | Erik Andersen                     | Danimarca        |
| 16 | 1934 | Copenaghen | Aaron Nimzowitsch                 | Danimarca        |
| 17 | 1936 | Helsinki   | Erik Lundin                       | Svezia           |
| 18 | 1938 | Örebro     | Gideon Ståhlberg                  | Svezia           |
| 19 | 1939 | Oslo       | Gideon Ståhlberg Erik Lundin      | Svezia           |
| 20 | 1946 | Copenaghen | Osmo Kaila                        | Finlandia        |
| 21 | 1947 | Helsinki   | Eero Böök                         | Finlandia        |
| 22 | 1948 | Örebro     | Baldur Möller                     | Islanda          |
| 23 | 1950 | Reykjavík  | Baldur Möller                     | Islanda          |
| 24 | 1953 | Esbjerg    | Friðrik Ólafsson                  | Islanda          |
| 25 | 1955 | Oslo       | Bent Larsen                       | Danimarca        |
| 26 | 1957 | Helsinki   | Olof Sterner                      | Svezia           |
| 27 | 1959 | Örebro     | Svein Johannessen                 | Norvegia         |
| 28 | 1961 | Reykjavík  | Ingi R. Johannsson                | Islanda          |
| 29 | 1963 | Odense     | Bjørn Brinck-Claussen Manne Joffe | Danimarca Svezia |
| 30 | 1965 | Oslo       | Freysteinn Thorbergsson           | Islanda          |
| 31 | 1967 | Hangö      | Ragnar Hoen                       | Norvegia         |
| 32 | 1969 | Lidköping  | Ole Jakobsen                      | Danimarca        |
| 33 | 1971 | Reykjavík  | Friðrik Ólafsson                  | Islanda          |
| 34 | 1973 | Grenå      | Bent Larsen                       | Danimarca        |
| 35 | 1975 | Sandefjord | Sejer Holm                        | Danimarca        |
| 36 | 1977 | Kiljava    | Lars-Erik Pettersson              | Svezia           |
| 37 | 1979 | Sundsvall  | Christer Niklasson                | Svezia           |
| 38 | 1981 | Reykjavík  | Knut Jøran Helmers                | Norvegia         |
| 39 | 1983 | Esbjerg    | Curt Hansen                       | Danimarca        |
| 40 | 1985 | Gjøvik     | Simen Agdestein                   | Norvegia         |
| 41 | 1987 | Tórshavn   | Margeir Pétursson                 | Islanda          |
| 42 | 1989 | Espoo      | Simen Agdestein                   | Norvegia         |
| 43 | 1992 | Östersund  | Simen Agdestein                   | Norvegia         |
| 44 | 1995 | Reykjavík  | Curt Hansen                       | Danimarca        |
| 45 | 1997 | Reykjavík  | Jóhann Hjartarson                 | Islanda          |
| 46 | 1999 | Copenaghen | Tiger Hillarp Persson             | Svezia           |
| 47 | 2001 | Bergen     | Artur Kogan Evgeny Agrest         | Israele Svezia   |
| 48 | 2003 | Aarhus     | Evgeny Agrest Curt Hansen         | Svezia Danimarca |
| 49 | 2005 | Vammala    | Evgeny Agrest                     | Svezia           |
| 50 | 2007 | Copenaghen | Emanuel Berg                      | Svezia           |
| 51 | 2009 | Copenaghen | Peter Heine Nielsen               | Danimarca        |
| 52 | 2011 | Reykjavík  | Jon Ludvig Hammer                 | Norvegia         |
| 53 | 2013 | Køge       | Axel Smith                        | Svezia           |
| 54 | 2016 | Sastamala  | Erik Blomqvist                    | Svezia           |
| 55 | 2017 | Växjö      | Jóhann Hjartarson                 | Islanda          |